# Avião cargueiro

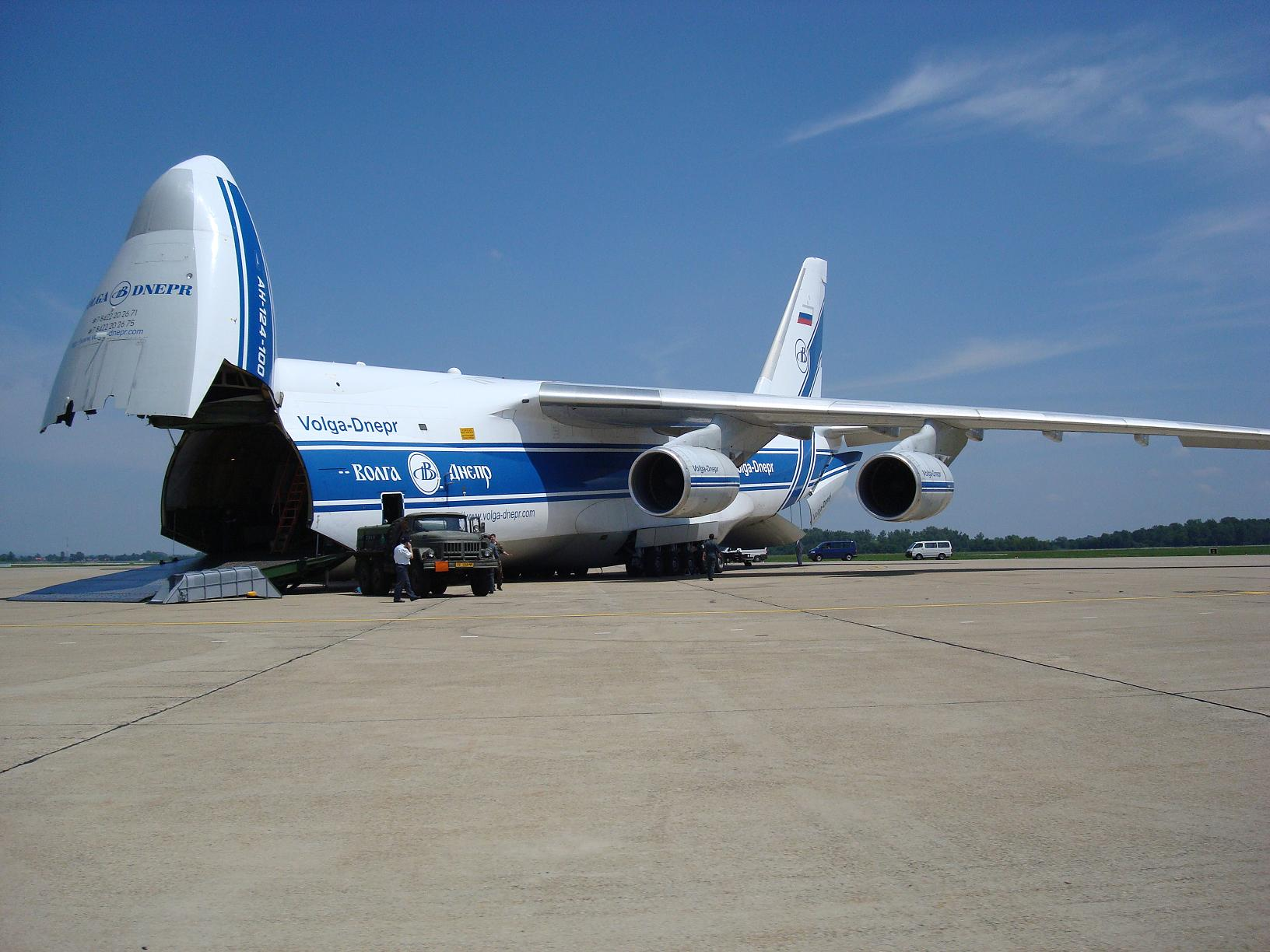
An-124 da Volga-Dnepr pronto para o carregamento

Avião cargueiro, ou simplesmente cargueiro, é uma aeronave de asa fixa projetada ou convertida para o transporte exclusivo de cargas. Via de regra não possui as amenidades requeridas para os voos de passageiros, mas contam com uma ou maiores portas para o carregamento da carga. Os cargueiros podem ser operados por empresas aéreas civis, por indivíduos privados ou por forças armadas. 
As aeronaves projetadas para carga normalmente possuem características que as distinguem de aeronaves convencionais para passageiros: uma seção cruzada de fuselagem larga e alta, asa alta de forma a permitir que a área da carga esteja mais próxima do solo, várias rodas para permitir seu pouso em locais não preparados e uma cauda em posição alta para permitir que a carga seja colocada e retirada diretamente da aeronave. 
Em 2015, os cargueiros dedicados representavam 43% de 700 bilhões de ATK (em inglês:  available tonne-kilometer, tonelada-quilômetro disponível), enquanto que 57% era carregado em compartimentos de carga de aviões comerciais, com a Boeing estimando que este último suba para 63% enquanto que os cargueiros dedicados representariam 37% de 1 200 bilhões de ATK em 2035. A empresa Cargo Facts Consulting prevê que a frota de cargueiros global subirá de 1 782 em 2019 para 2 920 em vinte anos.

## História

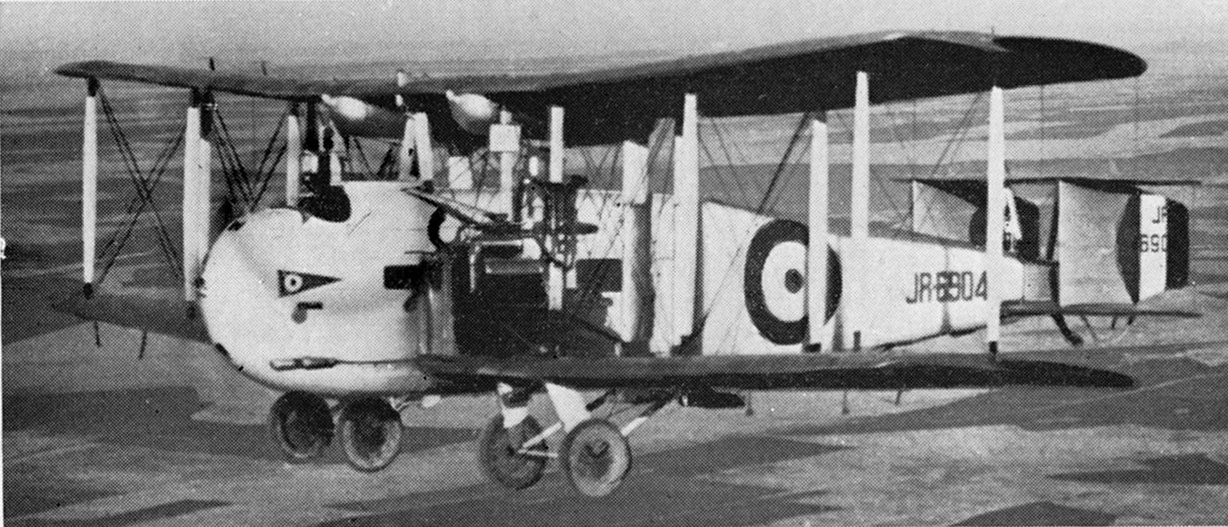
O Vickers Vernon foi o primeiro avião de transporte de tropas dedicado em 1921

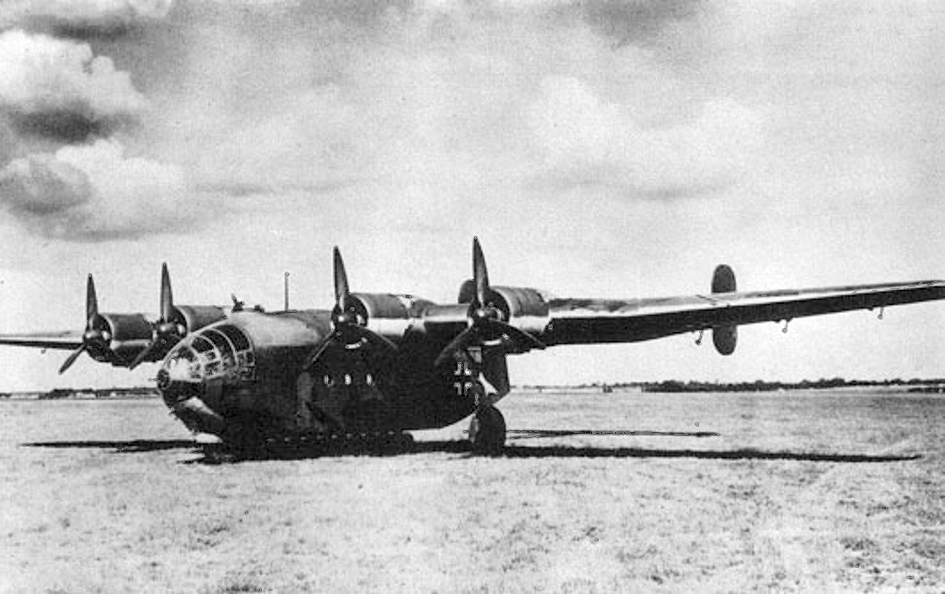
O Arado Ar 232 foi o primeiro avião cargueiro construído com este propósito

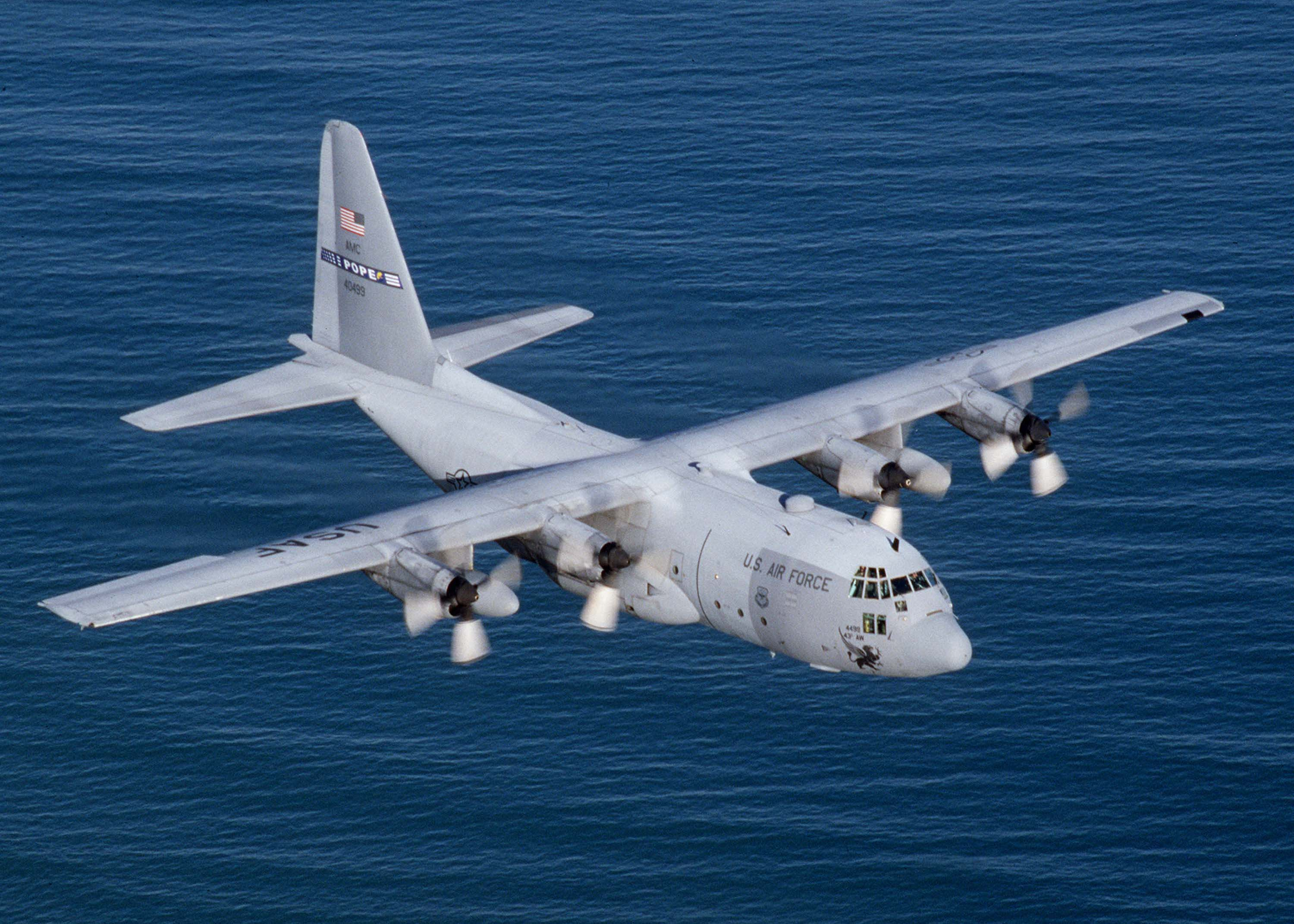
O C-130 Hercules é o arquetípico avião de transporte militar

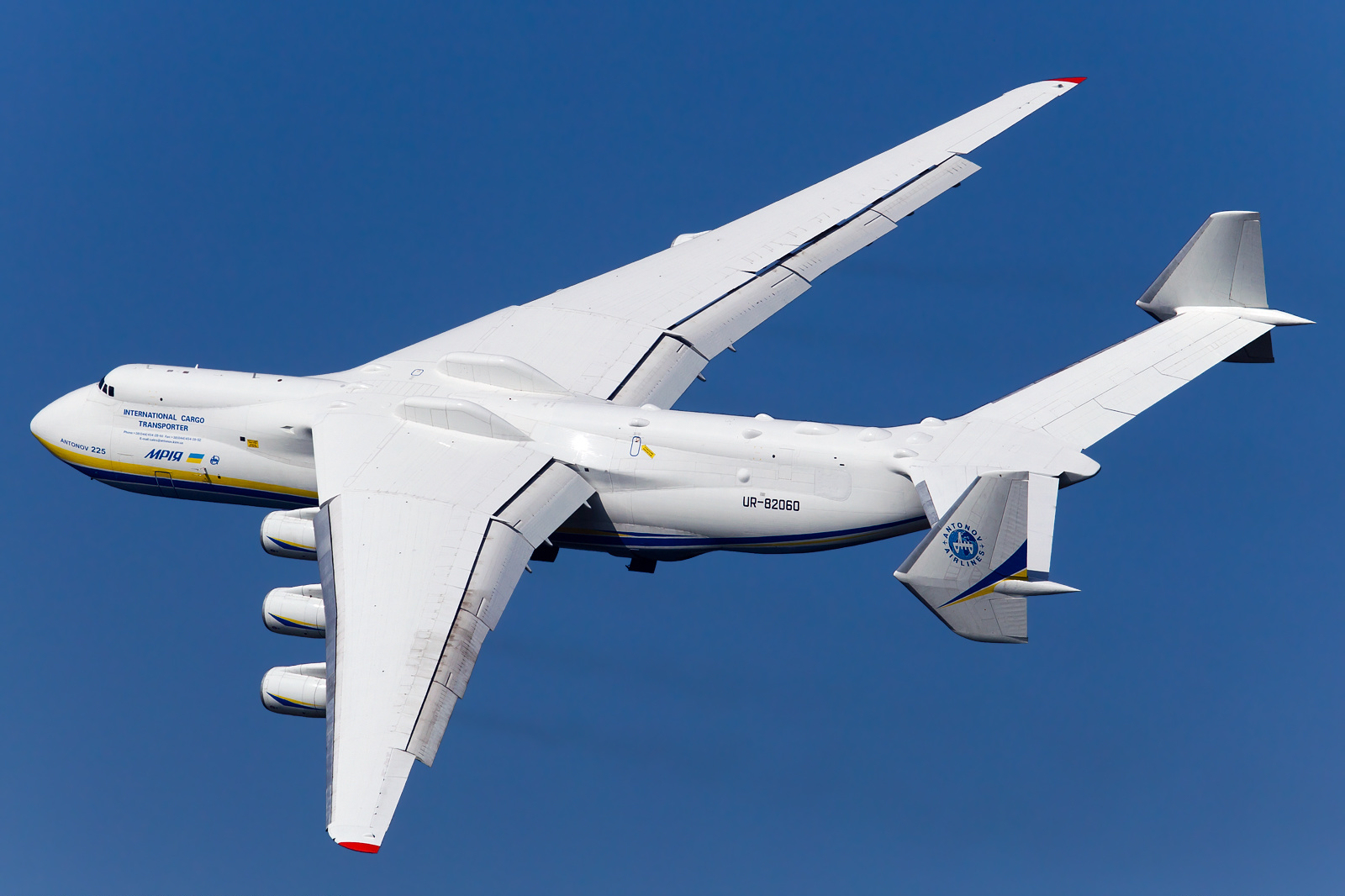
O Antonov An-225 é a maior aeronave em operação no mundo

As aeronaves foram inicialmente utilizadas para carregar carga na forma de correio aéreo desde 1911. Apesar das primeiras aeronaves não serem projetadas para transportar carga, na metade da década de 1920 os fabricantes de aeronaves já projetavam e construíam aeronaves dedicadas para este propósito.
No Reino Unido durante o início da década de 1920, a necessidade de um cargueiro para o transporte de tropas e materiais foi logo reconhecida para pacificar revoltas tribais nos recém-ocupados territórios no Oriente Médio. O Vickers Vernon, um desenvolvimento do Vickers Vimy, entrou em serviço na Força Aérea Real como o primeiro avião dedicado ao transporte de tropas em 1921. Em fevereiro de 1923, foi colocado em uso no RAF Iraq Command, que voou cerca de 500 tropas Sikh de Kingarban para Kirkuk no primeiro transporte estratégico de tropas da história. O Vickers Victoria também participou na evacuação de Cabul de novembro de 1928 a fevereiro de 1929, quando evacuaram funcionários diplomáticos e seus dependentes em conjunto com membros da família real afegã ameaçados pela Guerra civil do Afeganistão. O Victoria também foi pioneiro nas rotas aéreas da Imperial Airways, onde depois operou o Handley Page H.P.42.
O projeto alemão da Segunda Guerra Mundial, Arado Ar 232, foi o primeiro avião construído com a função de transporte exclusivo de cargas. O Ar 232 substituiria os cargueiros convertidos do Junkers Ju 52, mas apenas algumas unidades foram produzidas. A maior parte das outras forças armadas utiliza versões convertidas de aviões comerciais, notavelmente o Douglas C-47 Skytrain derivado do Douglas DC-3, que serviu em praticamente todos os países aliados. Uma importante inovação para futuros projetos de cargueiros foi introduzida em 1939, no quinto e sexto protótipos do Junkers Ju 90, um avião de transporte militar quadrimotor, sendo o primeiro modelo conhecido equipado com uma rampa de carregamento traseira. Esta aeronave, como a maior parte de sua época, utilizada um trem de pouso convencional, o que gerava uma inclinação para trás quando pousada. Estas aeronaves introduziram a Trapoklappe, uma potente rampa hidráulica, com uma escada no centro, que erguia a parte traseira da aeronave, facilitando o carregamento. Uma rampa similar de carregamento apareceu em aeronaves equipadas com trem de pouso triciclo, como o Budd RB-1 Conestoga.
A Europa pós-guerra também participou ativamente no desenvolvimento de aeronaves cargueiras modernas e da indústria de carga áerea. Foi durante o Bloqueio de Berlim, durante a Guerra Fria, que uma mobilização massiva de aeronaves do ocidente foi organizada para suprir a Berlim Ocidental com alimentos e suprimentos, em uma ponte aérea frenética, após a União Soviética ter bloqueado as ligações terrestres de Berlim com o ocidente. Para rapidamente suprir a quantidade de aeronaves necessárias, muitas aeronaves antigas, especialmente o Douglas C-47 Skytrain, foram colocados em serviço. Durante a operação, observou-se que demorava-se mais nestes modelos antigos do que nos mais novos e maiores aviões com trem de pouso triciclo como o Douglas C-54 Skymaster, pois era mais fácil de movimentar a carga em solo. Os C-47 foram logo retirados de serviço e então surgiu um requisito para todos os novos projetos de cargueiros, que era o de possuir o compartimento de carga nivelado. 
Nos anos após a guerra, um grande número de aeronaves personalizadas foram introduzidas, frequentemente incluindo características "experimentais". Como exemplo, o americano C-82 Packet possuía uma área de carga removível, enquanto o C-123 Provider introduziu a agora comum fuselagem traseira e cauda típicas de aeronaves de transporte militar atuais, permitindo uma rampa de carregamento traseira muito maior. Mas foi com a introdução dos motores turboélice que permitiu à esta classe amadurecer e mesmo um dos primeiros modelos, C-130 Hercules (no século 21 conhecido como Lockheed Martin C-130J) é ainda o parâmetro pelo qual novos modelos são medidos. Apesar de maiores, menores e mais rápidos modelos terem sido propostos ao longo dos anos, o C-130 continua a melhorar de forma que ainda mantém-se em produção.
Aeronaves de transporte de carga "estratégica" tornaram-se uma importante classe, iniciando com o Lockheed C-5 Galaxy na década de 1960 e uma variedade de projetos soviéticos similares da década de 1970 e 1980, culminando no Antonov An-225, a maior aeronave em operação no mundo. Estes projetos ofereceram a habilidade de carregar cargas mais pesadas, incluindo carros de combate em alcance global. O Boeing 747 foi originalmente projetado nas mesmas especificações do C-5, mas posteriormente alterado para que pudesse oferecer versões tanto para o transporte de passageiros como transporte de cargas. A "corcova" no topo de sua fuselagem permite que a cabine de pilotagem fique livre da área do compartimento principal de carga.
Quando o Airbus A380 foi anunciado, o fabricante aceitou pedidos para uma versão cargueira, denominada A380F, oferecendo a segunda maior capacidade de carga de qualquer aeronave cargueira, perdendo apenas para o An-225. Um consultor de assuntos da aviação estimou que o A380F teria uma capacidade 7% maior de carga e maior alcance que o 747-8F, mas também com maiores custos operacionais.

## Tipos de aeronaves cargueiras
Quase todas as aeronaves cargueiras comerciais atualmente em operação são derivadas ou transformações de aeronaves de passageiros. Entretanto, existem outros três métodos para desenvolver aeronaves cargueiras.

### Aviões convertidos

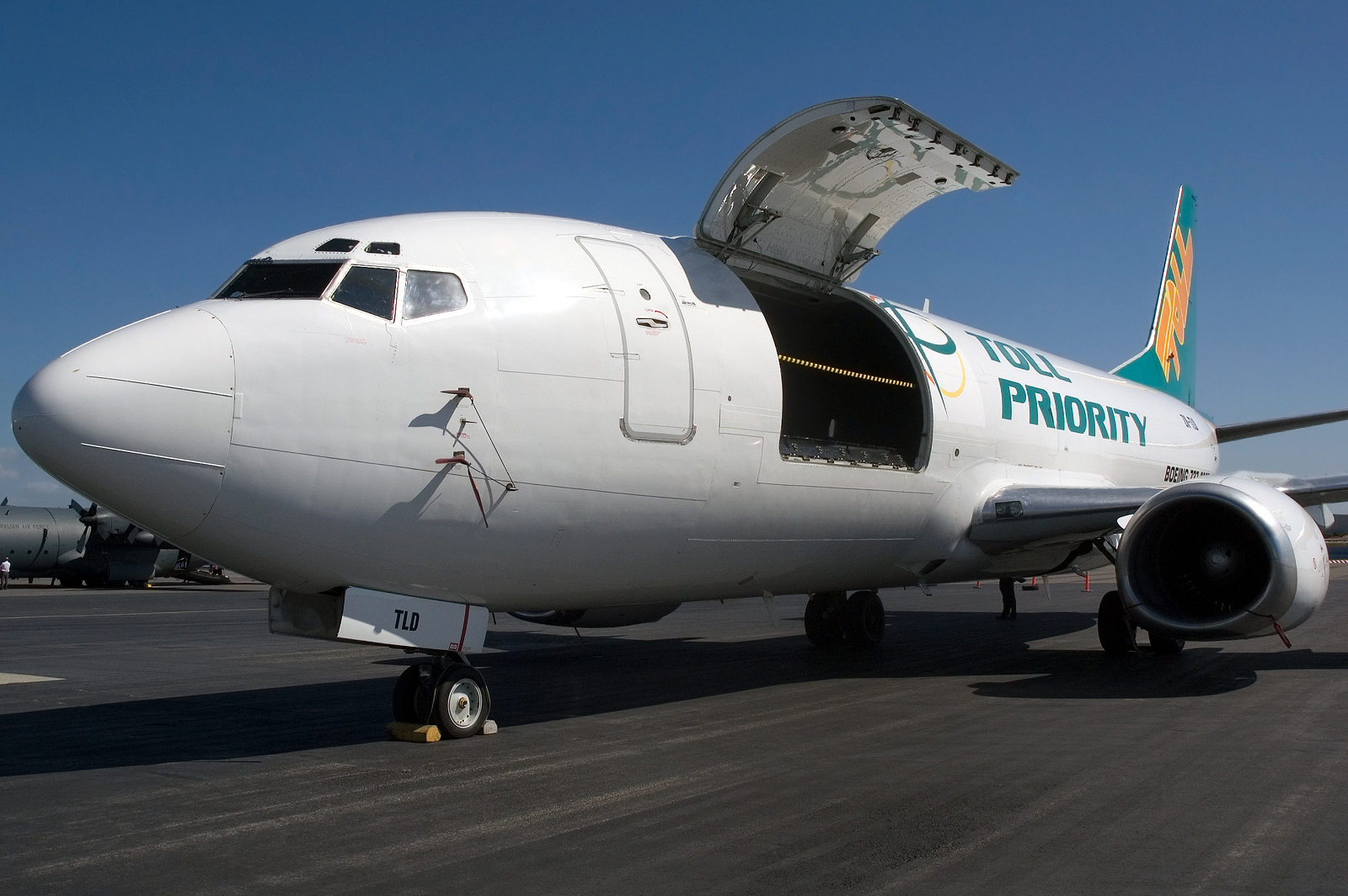
Um Boeing 737-300 convertido para cargueiro da Toll Aviation

Muitos modelos podem ser convertidos de aviões comerciais para cargueiros ao instalar uma porta de carga no compartimento principal com seus sistemas de controle, reforçando as vigas do piso para suportar o peso das cargas e a substituição dos equipamentos de passageiros com novos revestimentos, forros, luzes, pisos, drenos e detectores de fumaça. Times de engenheiros especializados nas rivais Airbus e Boeing oferecem, com isso, mais 15-20 anos de vida útil a aeronave. A Aeronautical Engineers Inc. converte os modelos Boeing 737-300/400/800, MD-80 e Bombardier CRJ200. A Bedek Aviation, parte da Israel Aerospace Industries, converte o 737-300/400/700/800 em cerca de 90 dias, o 767-200/300s em cerca de quatro meses e o 747-400 em cinco meses, já mirando também no Boeing 777, Airbus A330 e A321. A Voyageur Aviation Corp, localizada em North Bay (Ontário), converte o DHC-8-100 no DHC-8-100 Package Freighter Conversion.
A conversão de um A300B4-200F custava US$ 5 milhões em 1996, um A300-600F US$ 8 milhões em 2001, um MD-11F US$ 9 milhões em 1994, um B767-300ERF US$ 13 milhões em 2007, um B747-400 PSF US$ 22 milhões em 2006, um A330-300 P2F foi estimado em US$ 20 milhões em 2016 e um B777-200ER BCF em US$ 40 milhões em 2017. Ao evitar a instalação da porta principal de cargas e confiando em um elevador entre os compartimentos de carga, A LCF Conversions quer converter A330/A340s ou B777s por US$ 6,5 a US$ 7,5 milhões. Na década 2000, um 747-400 de passageiro custava de US$30 a US$ 50 milhões antes da conversão de US$ 25 milhões, enquanto que o B757 custava US$ 15 milhões antes da conversão, caindo para US$ 10 milhões em 2018 e US$ 5 milhões por um Boeing 737 Classic, caindo para US$ 2 a US$ 3 milhões por um B737-400 em 2018.
Estes modelos de aeronaves já tem a maior parte dos custos de seu desenvolvimento amortizados e o tempo de produção é menor do que em aeronaves novas. Entretanto, estas aeronaves utilizam tecnologias mais antigas; seus custos operacionais diretos são maiores do que pode-se obter utilizando a tecnologia atual. Uma vez que não tenham sido projetados especificamente para carregar carga, o carregamento e descarregamento não é otimizado; a aeronave pode ser pressurizada mais do que o necessário e podem haver aparatos não necessários ainda presentes na aeronave.

### Aeronaves civis dedicadas ao transporte de carga
Um cargueiro dedicado é uma aeronave que tenha sido projetada desde o início como cargueira, sem restrições causadas por requisitos de passageiros ou militares. Ao longo dos anos, há uma discussão sobre o custo-benefício desde tipo de avião, com algumas empresas aéreas de carga alegando que podem obter um lucro real se tivessem tais aeronaves. Para ajudar a resolver este desentendimento, a NASA selecionou duas empresas, a Douglas Aircraft Co. e a Lockheed-Georgia Co., para independentemente avaliar a possibilidade de produzir tal aeronave cargueira na década de 1990. Isto foi parte de um estudo de sistemas de logísticas aéreas (Cargo/Logistics Airlift Systems Study - CLASS). Em cargas comparáveis, as aeronaves dedicadas para carga ofereceriam uma redução de 20% no custo de cada etapa e uma redução no preço da aeronave de 15% se comparada a outras aeronaves cargueiras. Estas descobertas, entretanto, são extremamente sensíveis a assunções sobre os custos de trabalho e combustível e, particularmente, sobre o aumento da demanda por serviços de transporte de carga aérea. Desta forma, ele ignora a situação competitiva trazida pelos menores custos de futuras aeronaves convertidas. 
A principal vantagem de uma aeronave dedicada ao transporte de carga é que ela pode ser projetada especificamente conforme a demanda, fornecendo o tipo de carregamento e descarregamento, piso, configuração de fuselagem e pressurização que sejam otimizados para sua missão. Ainda mais, pode aproveitar completamente dos resultados do estudo mencionado anteriormente, com o potencial de diminuir significativamente os custos de operação e de combustível. Com tal sobrecarga, o preço da aeronave e seu custo operacional direto (devido à depreciação e custos com seguro) aumentam, elevando também os riscos financeiros para os investidores, uma vez que estariam competindo com aeronaves convertidas com um custo de desenvolvimento muito menor, as quais também acabaram por incorporar algumas das novas tecnologias.

### Aeronaves cargueiras militar/civil
Um dos benefícios de um desenvolvimento combinado, é que os custos deste desenvolvimento são divididos entre os setores militar e civil, e o número de aeronaves requeridos pelos militares pode ser diminuído, baseado no número de aeronaves civis adquiridas por civis, que estariam disponíveis aos militares em caso de uma emergência. Existem também alguns pontos negativos, como as restrições impostas por este desenvolvimento em conjunto pelo lado militar. Algumas características específicas para uso pelos militares seriam rejeitadas pelos civis, por não serem aptos à suas necessidades. Ainda mais, cada aeronave carregaria um peso que não necessitaria se fosse projetado independentemente. Este peso adicional diminui a carga paga e a lucratividade oferecida na versão comercial. Isto pode ser compensado por uma redução no custo de aquisição. Ainda mais importante, não se sabe se aeronave teria um mercado civil adequado ou se seria competitiva com derivados para o transporte de passageiros.

### Aeronaves cargueiras não-tripuladas

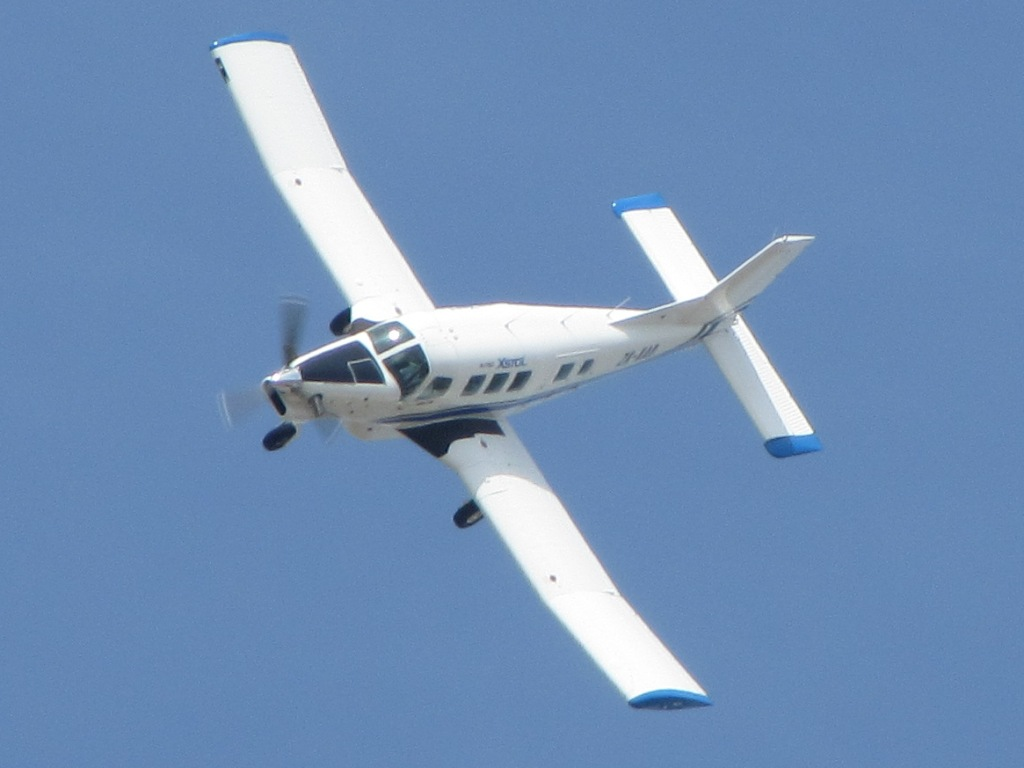
A Academia Chinesa de Ciências voou um PAC P-750 XSTOL não tripulado

A demanda por uma entrega rápida de pacotes e o crescimento do comércio eletrônico, estimularam o crescimento de cargueiros não tripulados em 2020:
- A californiana Elroy Air pretende substituir caminhões em rotas ineficientes e voar um protótipo em tamanho reduzido;
- A californiana Natilus planeja utilizar um Boeing 747 não tripulado, devendo voar um protótipo em tamanho reduzido;
- A californiana Sabrewing Aircraft planeja utilizar um pequeno cargueiro regional, devendo voar um cargueiro não tripulado em escala de 65% em 2018;
- A Academia Chinesa de Ciências fez um voo com uma carga de 3 300 lb (1 500 kg) AT200 em outubro de 2017 baseado no turboélice neo-zelandês PAC P-750 XSTOL;
- A empresa de transporte chinesa SF Express conduziu testes de emergência logística em dezembro de 2017 com um Tengoen Technologies TB001, um veículo aéreo não tripulado que voa em altitude média, planejando também um avião com oito motores turbofan para transportar 20 t em mais de 4 100 m.n. (7 590 km)
- A Boeing voou com seu protótipo Boeing Cargo Air Vehicle, uma aeronave VTOL.

A startup de Carpinteria Dorsal Aircraft deseja tornar os contentores de transporte leves como parte da estrutura de um cargueiro não tripulado, onde a asa, motores e cauda sejam ligadas à espinha dorsal da fuselagem. Os contêineres de alumínio de 5 a 50 pés (1,5 a 15,2 m) de interconexão transportariam as cargas aéreas, com o objetivo de reduzir os custos de frete aéreo no exterior em 60%, e planejam converter o C-130H com a ajuda da Wagner Aeronautical de San Diego, experiente em conversões para carga de aviões de passageiros.
A Beihang UAS Technology baseada em Pequim desenvolveu uma aeronave não tripulada de transporte de cargas, denominada BKZ-005, com longo alcance e voando em alta altitude, podendo carregar 1,2 t em uma distância de 1 200 km (648 m.n.) a 5 000 m (16 400 ft). A Garuda Airlines iria testar três deles inicialmente a partir de setembro de 2019. A Garuda planeja 100 destes cargueiros para conectar regiões remotas com aeroportos limitados nas Ilhas Molucas, Papua e Celebes.

## Atualmente

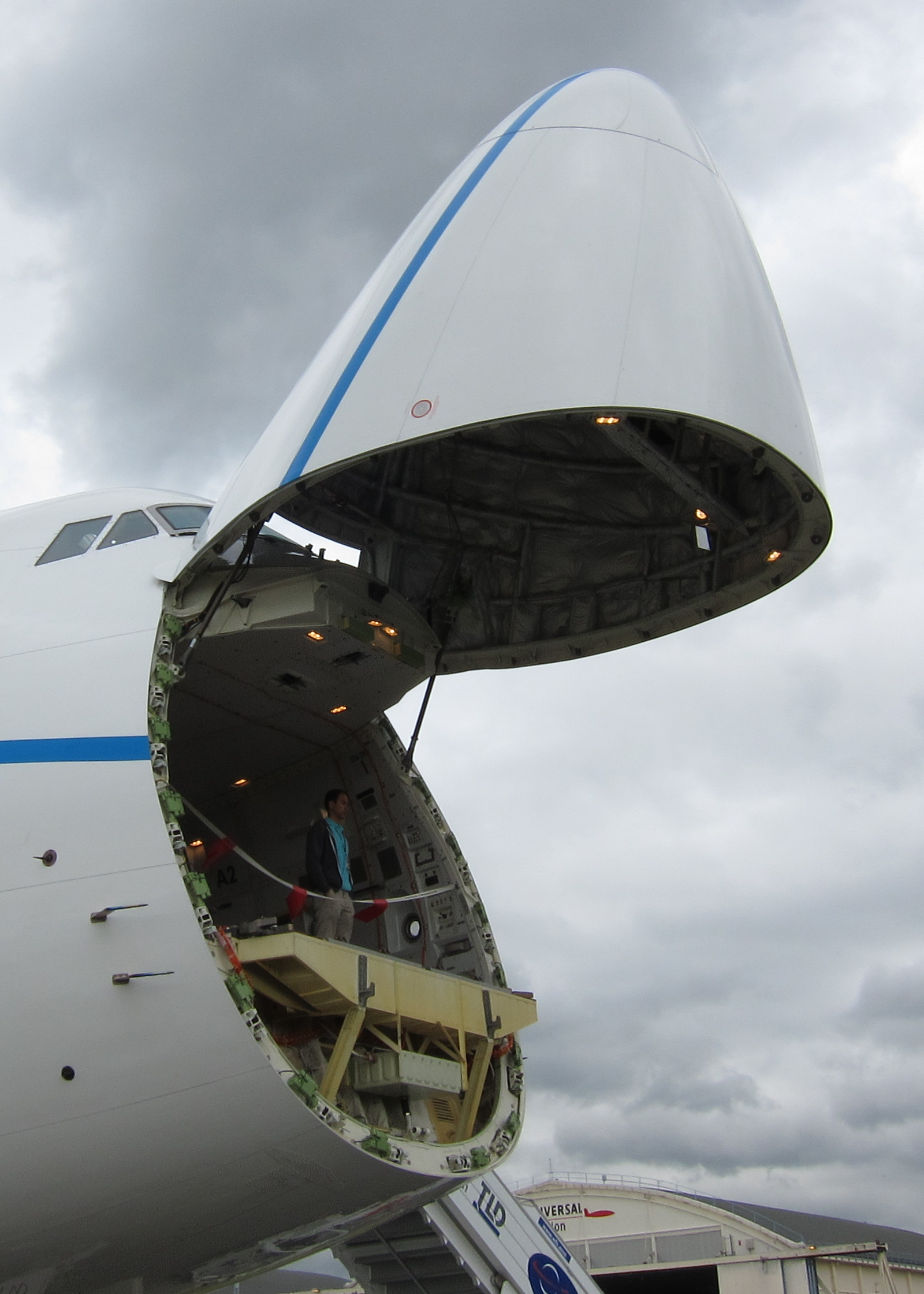
Boeing 747 com a porta de carga no nariz aberta

A maior parte das conversões são feitas em aeronaves mais antigas, que não são mais usadas para o transporte de passageiros, normalmente devido à mudanças dos requisitos de ruído e segurança, ou quando o modelo é considerado não mais competitivo no serviço de transporte aéreo de passageiros. Mas também há um mercado para projetos novos exclusivamente cargueiros. Os cargueiros normalmente possuem pisos reforçados e uma ampla porta de carga que abre para cima na parte esquerda da fuselagem, além de não possuir janelas na cabine de passageiros, sendo estas "tampadas". 
O Boeing 747 pode ser adquirido em uma versão cargueira com uma grande porta em seu nariz, que sobe para cima da cabine de pilotagem para o carregamento. A parte superior desta aeronave foi originalmente desenhada para permitir um compartimento de carga não obstruído e para evitar que a carga esmagasse os pilotos no caso de um acidente. O interior da fuselagem acomoda um contêiner intermodal padrão. 
Apesar de também oferecido em uma variante para passageiros o bimotor turboélice Cessna 408 SkyCourier, planejado para entrar em serviço em 2020,  é um projeto desenvolvido em conjunto pela Textron Aviation e FedEx Express, para acomodar até três contêineres de carga LD-3. A FedEx será o primeiro cliente desta aeronave.

## Exemplos

### Aviões de correio (primórdios)

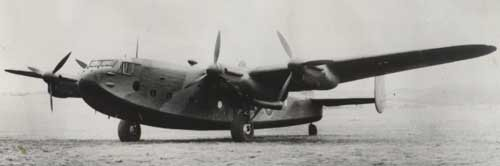
O Type 158 York

- Avro Lancastrian (Correio transatlântico)
- Avro York (Bloqueio de Berlim)
- Boeing C-7000
- Curtiss JN-4
- Douglas M-2

### Aeronaves civis de carga
- Aero Spacelines Mini Guppy
- Aero Spacelines Pregnant Guppy
- Aero Spacelines Super Guppy
- Airbus A300
- Airbus Beluga A300B4-608ST
- Airbus Beluga XL A330-743L
- Airbus A310
- Airbus A320[a]
- Airbus A330
- Antonov An-12
- Antonov An-26
- Antonov An-32
- Antonov An-124
- Antonov An-225[b]
- Boeing 727[a]
- Boeing 737[a]
- Boeing 747-8 Freighter
- Boeing 747 Freighter
- Boeing 747 LCF Dreamlifter
- Boeing 757
- Boeing 767
- Boeing 777 Freighter
- Bombardier Dash 8-100[18]/-300[19][a]
- British Aerospace 146QT[a]
- British Aerospace ATPF[a]
- Bombardier CRJ200
- Douglas DC-3
- Douglas DC-8
- Douglas DC-9
- Ilyushin Il-76
- Ilyushin Il-96
- Lockheed L-100
- McDonnell Douglas DC-10
- McDonnell Douglas MD-11
- Tupolev Tu-204

1. 1 2 3 4 5 6  Conversions
2. ↑  largest and heaviest aircraft in the world

### Aeronaves leves
- CASA C-212 Aviocar
- Cessna Caravan – equipado com porta de carga e compartimento inferior de carga
- Cessna 408 SkyCourier – desenvolvido em conjunto com a FedEx Express[17]
- Fairchild Swearingen Metroliner
- LET L-410
- Short 330 – rampa traseira e estabilizador vertical duplo

### Aeronaves militares de carga
- Airbus A330 MRTT
- Airbus A400M Atlas
- Alenia C-27J Spartan
- Antonov An-178
- Antonov An-124 Ruslan
- Antonov An-225 Mriya
- Boeing C-17 Globemaster III
- Embraer KC-390
- Ilyushin Il-76
- Ilyushin ll-76-MD-90A
- Kawasaki C-2
- Lockheed C-5 Galaxy
- Lockheed C-130 Hercules
- Lockheed C-141 Starlifter
- Shaanxi Y-9
- Xian Y-20

### Aeronaves experimentais de carga
- Hughes H-4 Hercules ("Spruce Goose")
- Lockheed R6V Constitution
- LTV XC-142

### Tabela comparativa
| Aeronave                | Volume   | Carga paga        | Cruzeiro          | Alcance               | Aplicação |
| ----------------------- | -------- | ----------------- | ----------------- | --------------------- | --------- |
| Airbus A400M            | 270 m³   | 37 000 kg (0 lb)  | 780 km/h (420 kn) | 6 390 km (3 450 nmi)  | Militar   |
| Airbus A300-600F        | 391,4 m³ | 48 000 kg (0 lb)  | –                 | 7 400 km (4 000 nmi)  | Comercial |
| Airbus A330-200F        | 475 m³   | 70 000 kg (0 lb)  | 871 km/h (470 kn) | 7 400 km (4 000 nmi)  | Comercial |
| Airbus Beluga           | 1 210 m³ | 47 000 kg (0 lb)  | –                 | 4 632 km (2 500 nmi)  | Comercial |
| Airbus Beluga XL        | 2 615 m³ | 53 000 kg (0 lb)  | –                 | 4 074 km (2 200 nmi)  | Comercial |
| Antonov An-124          | 1 028 m³ | 150 000 kg (0 lb) | 800 km/h (430 kn) | 5 400 km (2 900 nmi)  | Ambos     |
| Antonov An-225          | 1 300 m³ | 250 000 kg (0 lb) | 800 km/h (430 kn) | 15 400 km (8 316 nmi) | Comercial |
| Boeing C-17             | –        | 77 519 kg (0 lb)  | 830 km/h (450 kn) | 4 482 km (2 420 nmi)  | Militar   |
| Boeing 737-700C         | 107,6 m³ | 18 200 kg (0 lb)  | 931 km/h (503 kn) | 5 330 km (2 880 nmi)  | Comercial |
| Boeing 757-200F         | 239 m³   | 39 780 kg (0 lb)  | 955 km/h (516 kn) | 5 834 km (3 150 nmi)  | Comercial |
| Boeing 747-8F           | 854,5 m³ | 134 200 kg (0 lb) | 908 km/h (490 kn) | 8 288 km (4 475 nmi)  | Comercial |
| Boeing 747 LCF          | 1 840 m³ | 83 325 kg (0 lb)  | 878 km/h (474 kn) | 7 800 km (4 200 nmi)  | Comercial |
| Boeing 767-300F         | 438,2 m³ | 52 700 kg (0 lb)  | 850 km/h (461 kn) | 6 025 km (3 225 nmi)  | Comercial |
| Boeing 777F             | 653 m³   | 103 000 kg (0 lb) | 896 km/h (484 kn) | 9 070 km (4 900 nmi)  | Comercial |
| Bombardier Dash 8-100   | 39 m³    | 4 700 kg (0 lb)   | 491 km/h (265 kn) | 2 039 km (1 100 nmi)  | Comercial |
| Lockheed C-5            | –        | 122 470 kg (0 lb) | 919 km/h          | 4 440 km (2 400 nmi)  | Militar   |
| Lockheed C-130          | –        | 20 400 kg (0 lb)  | 540 km/h (292 kn) | 3 800 km (2 050 nmi)  | Militar   |
| Douglas DC-10-30        | –        | 77 000 kg (0 lb)  | 908 km/h (490 kn) | 5 790 km (3 127 nmi)  | Comercial |
| McDonnell Douglas MD-11 | 440 m³   | 91 670 kg (0 lb)  | 945 km/h (520 kn) | 7 320 km (3 950 nmi)  | Comercial |